# Bad Lauchstädt
Bad Lauchstädt är en tysk stad och kurort i distriktet Saalekreis i förbundslandet Sachsen-Anhalt. Förutom staden ingår ytterligare 4 ortsdelar i kommunen. Den aktuella teaterbyggnaden från 1802 ritades av Johann Wolfgang von Goethe. Han organiserade även invigningen och besökte staden sedan flera gånger. Därför kallar sig Bad Lauchstädt Goethestadt.
Staden ligger cirka 15 km sydväst om Halle och cirka 40 km väst om Leipzig. Bad Lauchstädt har järnvägsanslut till Merseburg och busslinjer till Merseburg, Halle och Querfurt. Vänorten är Haan (Nordrhein-Westfalen).

## Ortsdelar
- Bad Lauchstädt
- Delitz am Berge
- Klobikau
- Schafstädt (hade stadsrättigheter sedan 1558)
- Milzau

## Hostoria
Alla samhällen som ingår i kommunen grundades av slaver. Orten Bad Lauchstädt fick 1430 stadsrättigheter. Under tidiga 1700-talet hittas en källa nära staden med mineralvatten som har läkande egenskaper. Snart tillkom badanläggningar och flera hus för evenemang. Stadens första teater var sedan 1761 aktiv. Byggnaden var inte tillräcklig och därför byggdes 1802 en ny teater efter ritningar av Goethe.

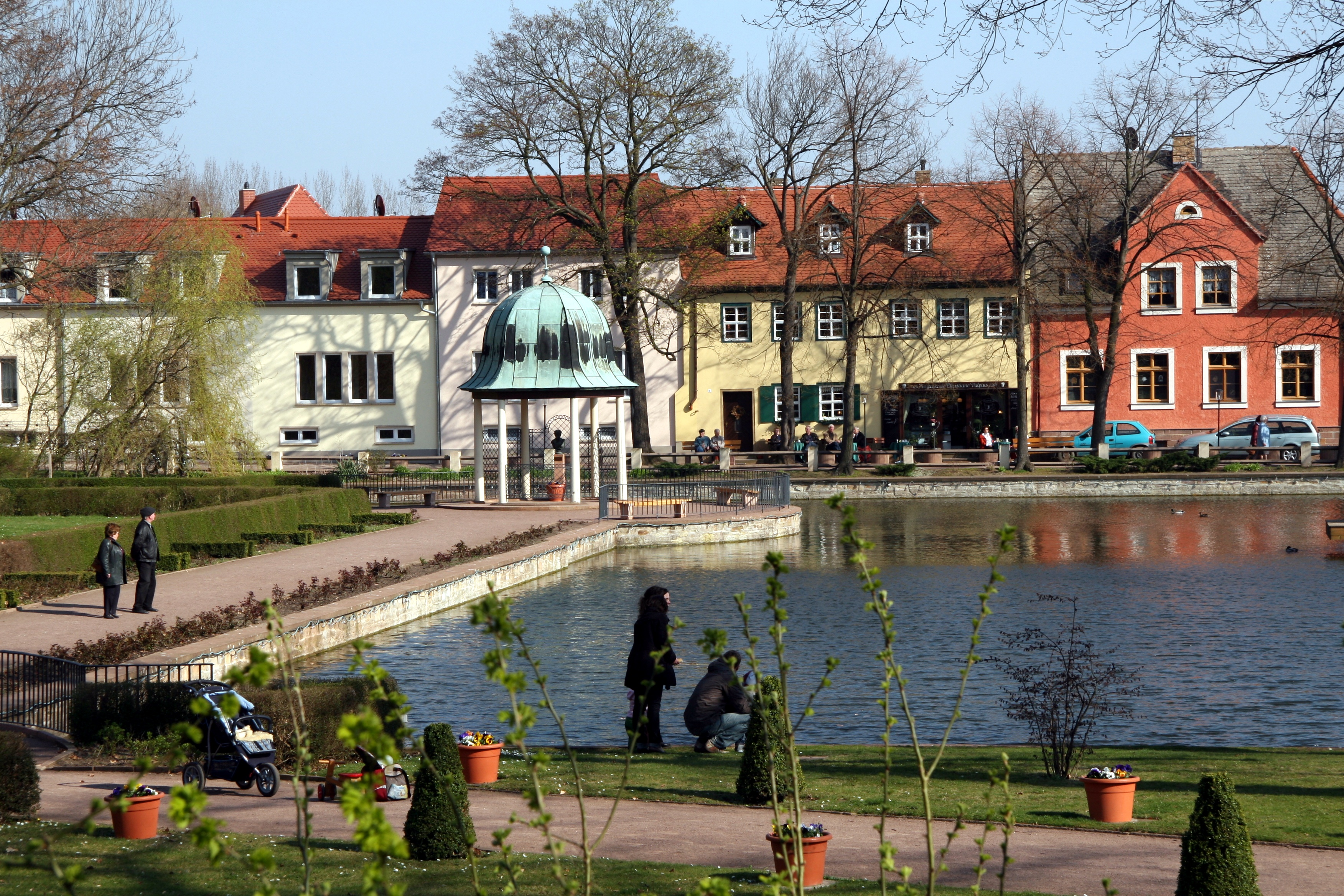
I stadens centrum
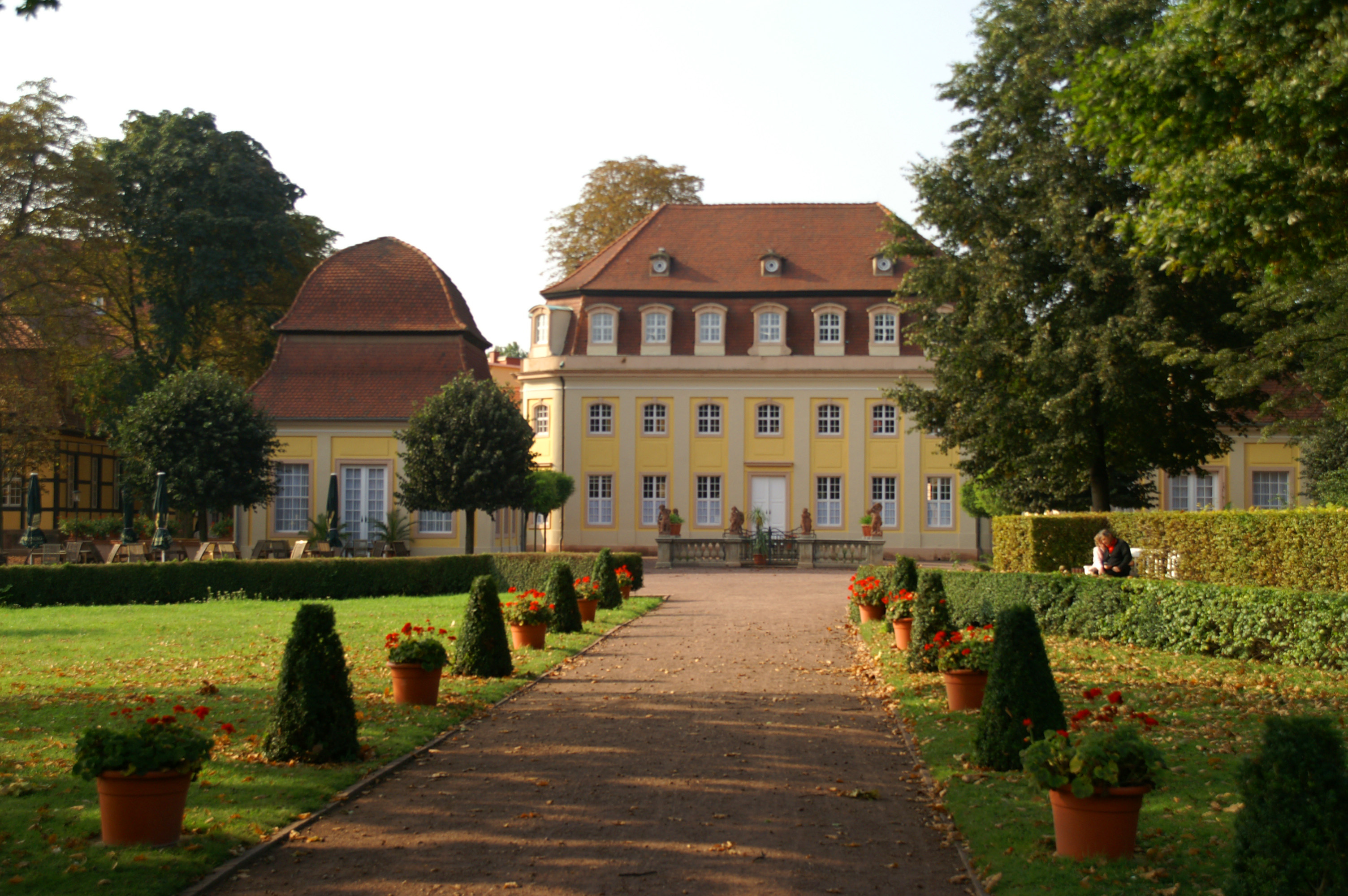
Byggnader i kurparken
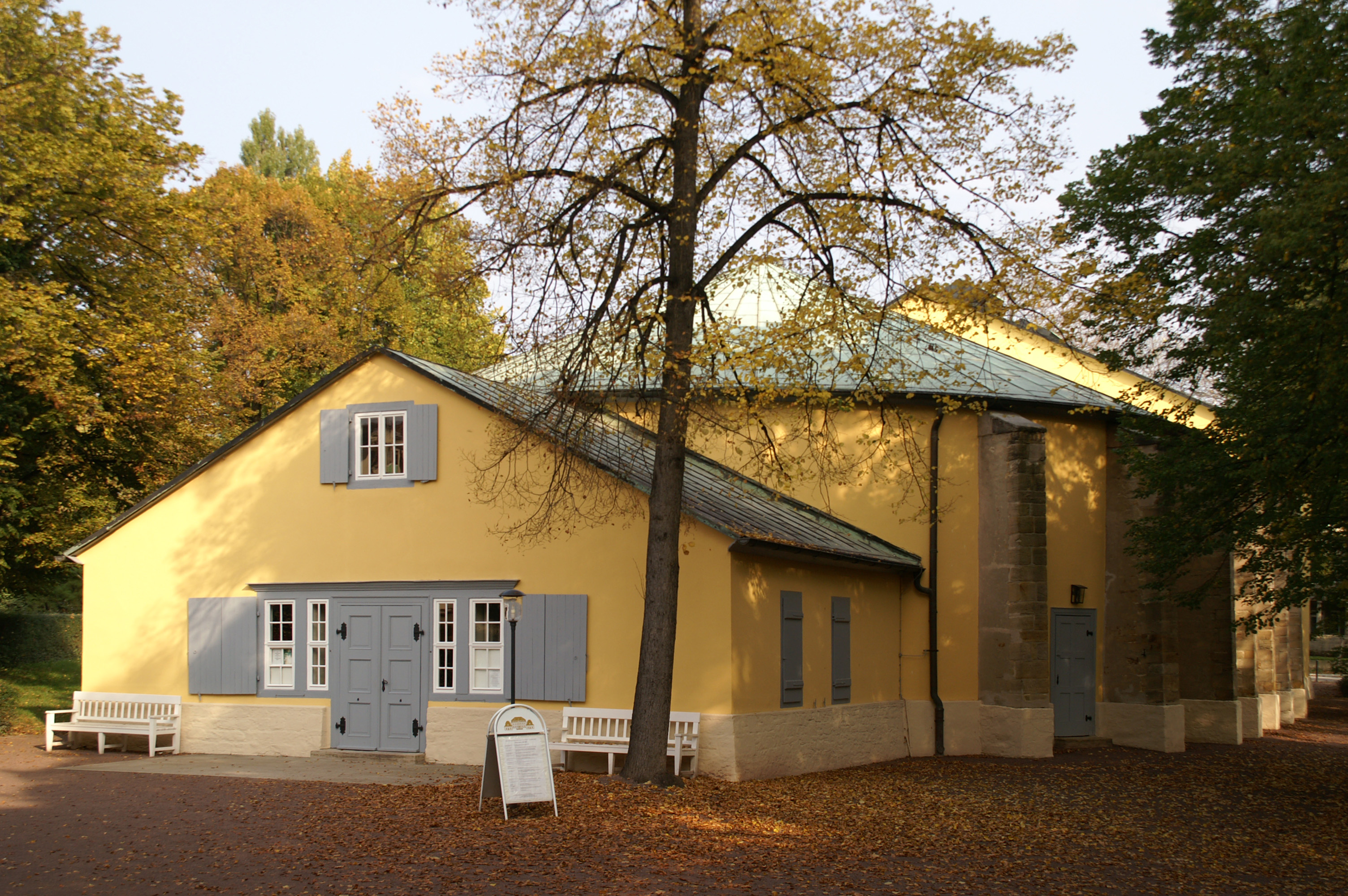
Goethe-Theater
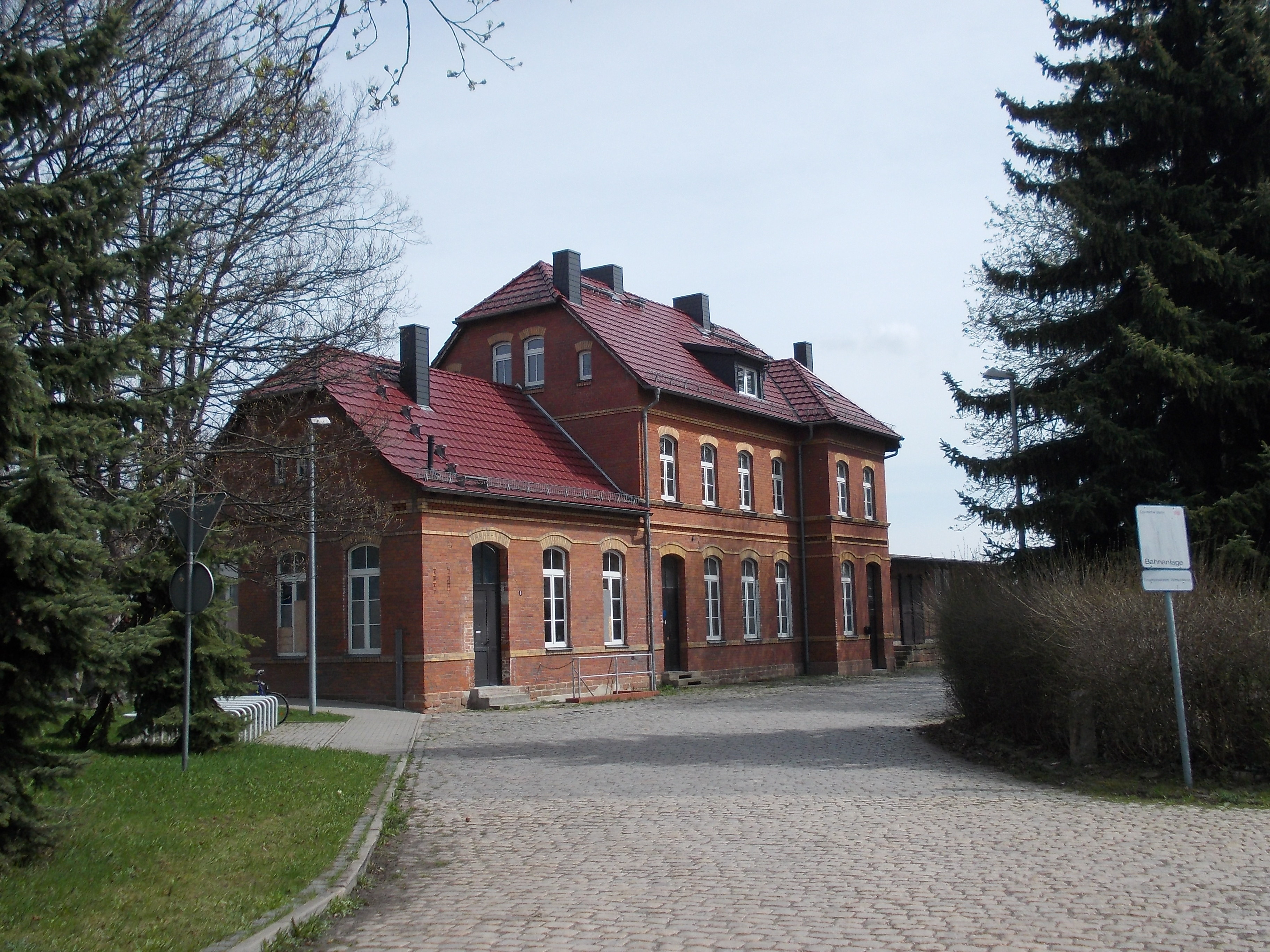
Järnvägsstationen